# تيكمو كأس العالم 90
تيكمو كأس العالم 90 (بالإنجليزية: Tecmo World Cup '90)‏ ، هي لعبة إلكترونية من نوع لعبة كرة القدم ، أنتجت سنة 1989م وصدرت في اليابان ، وفي عام 1990م صدرت في الولايات المتحدة.

## المنتخبات الوطنية
لعبة تيكمو كأس العالم 90 ، وفرت لثمان منتخبات فقط وهي :
- اليابان
- الولايات المتحدة
- إنجلترا
- الأرجنتين
- البرازيل
- ألمانيا الغربية
- الاتحاد السوفيتي
- إيطاليا

## مصدر
1. ↑  Tecmo World Cup 90 at جيم فاكس "نسخة مؤرشفة". مؤرشف من الأصل في 2016-03-04. اطلع عليه بتاريخ 2014-07-16.{{استشهاد ويب}}:  صيانة الاستشهاد: BOT: original URL status unknown (link)